# Saint-Martin-des-Monts
Saint-Martin-des-Monts là một xã trong tỉnh Sarthe ở tây bắc nước Pháp. Xã này nằm ở khu vực có độ cao từ 75-139 mét trên mực nước biển.